# Букеле, Найиб
Найи́б Арма́ндо Буке́ле Орте́с (исп. Nayib Armando Bukele Ortez, род. 24 июля 1981, Сан-Сальвадор, Сальвадор) — сальвадорский политический и государственный деятель, бизнесмен, президент Сальвадора (с 1 июня 2019 года). В 2012 году был избран мэром муниципалитета Нуэво-Кускатлан. В 2015 году стал мэром Сан-Сальвадора. В обеих кампаниях был избран от Фронта национального освобождения имени Фарабундо Марти.

## Биография
Найиб Букеле (Наджиб Абу Кейле) родился 24 июля 1981 года в Сан-Сальвадоре. Мать — Ольга Ортес де Букеле, отец, Армандо Букеле Каттан, был бизнесменом, имамом палестинского происхождения и влиятельной фигурой в политической жизни Сальвадора. С детства проявил большие способности к предпринимательству. В 18 лет он уже руководил компанией. Учился в Центральноамериканском университете имени Хосе Симеона Каньяса на юридическом отделении, однако решил приостановить свое высшее образование, чтобы посвятить себя семейному бизнесу. Является собственником компании Yamaha Motors El Salvador, которая продаёт и дистрибьюирует товары компании Yamaha в Сальвадоре. Является директором и президентом компании OBERMET, S.A. DE C.V.

### Политическая карьера
11 марта 2012 года Найиб Букеле был избран мэром муниципалитета Нуэво-Кускатлан департамента Ла-Либертад от коалиции Фронта национального освобождения имени Фарабундо Марти (ФНОФМ), опередив кандидата от Националистического республиканского альянса (НРА).
На муниципальных выборах 2015 года одержал победу на выборах мэра столицы страны Сан-Сальвадора, представляя коалицию ФНОФМ и PSP, опередив кандидата от Националистического республиканского альянса, который контролировал город предыдущие 6 лет.
Однако 10 октября 2017 года Найиб Букеле был исключён из партии, будучи обвинён этическим судом партии в стимулировании внутреннего разъединения и за клеветнические заявления, направленные против партии.

### Президентская кампания
После исключения из ФНОФМ его намерения в участии в президентских выборах 2019 года склонились к участию как независимого кандидата, который отвергает политическую систему страны. Он основал движение Новые идеи с целью трансформировать его в политическую партию, от которой он мог бы баллотироваться на выборах.
После заявления об участии в президентской кампании он подвергся давлению как со стороны левой ФНОФМ, так и со стороны правого Националистического республиканского альянса. Обе основные партии страны блокировали все его попытки основать собственную партию либо выдвинуться от какой-либо другой партии. В конце концов он, уведя с собой часть актива ФНОФМ, присоединился к недавней союзнице последней — правоцентристской партии Широкий альянс за национальное единство (GANA). Некоторые рассматривали это неоднозначное решение Букеле как предательство его прогрессивных идеалов. Его предвыборная кампания утверждала, что присоединение к существующей партии было единственным оставшимся вариантом для проведения президентской кампании. Одержал победу 3 февраля 2019 года на президентских выборах, став самым молодым президентом в современной истории Сальвадора.

### Президентство
Инаугурация состоялась 1 июня 2019 года.
В ноябре 2019 Букеле разорвал дипломатические отношения с Венесуэлой, выдворил венесуэльских дипломатов и признал Хуана Гуайдо в качестве нового президента этой страны. Его решение приветствовалось посольством США.
В феврале 2020 года, когда парламент затягивал одобрение финансового займа, Букеле ворвался с военными в Законодательное собрание, требуя одобрения его решения. Оппозиция обвинила президента и армию в запугивании депутатов.
В сентябре 2021 года конституционное отделение Верховного суда Сальвадора постановило, что президент страны может избираться на второй срок подряд. Это решение было принято судьями, которых назначил парламент, где большинство мест принадлежит сторонникам Букеле.
В сентябре 2021 года Сальвадор стал первым в мире государством, объявившим биткоин официальным платежным средством. Часть валютных резервов страны хранится в биткойнах (5689 биткоинов или $386 млн на март 2024 года).
После вторжения ХАМАС в Израиль в октябре 2023 года заявил, что лучшим решением для палестинского народа является исчезновение ХАМАС.
1 декабря 2023 года Букеле ушел в отпуск, чтобы заняться предвыборной кампанией, на это время его полномочия были переданы Клаудии Родригес — личному секретарю Букеле.
На выборах 4 февраля 2024 года за Букеле, по предварительным данным, проголосовало свыше 85 % избирателей.

### Борьба с пандемией COVID-19
Власти Сальвадора приняли строгие меры по сдерживанию вспышки COVID-19, благодаря чему число жертв эпидемии было сравнительно небольшим. Был модернизирован ряд медицинских центров, была построена новая больница, специализирующаяся на лечении COVID-19. Были также приняты меры по экономической поддержке граждан в условиях пандемии. Они включали, среди прочего, предоставление субсидии в размере 300 долларов 1,5 млн семей с низкими доходами; раздачу продуктов питания наиболее уязвимым группам населения; отсрочку платежей по основным коммунальным услугам, ипотеке и кредитам.

### Борьба с преступностью
К моменту вступления Букеле в должность Сальвадор имел один из самых высоких уровней преступности в мире. 
Уже 20 июня 2019 года в целях борьбы с высоким уровнем преступности в стране он объявил о вступлении в силу Плана территориального контроля, подразумевающего концентрацию полицейских и военных в муниципалитетах с самым высоким уровнем преступности. Также власти взяли под контроль все 28 тюрем в стране.
В результате его политики количество убийств в стране резко снизилось (в 2015 году количество насильственных смертей в Сальвадоре составляло 103 на 100 тыс. жителей, в феврале 2021 года этот показатель опустился до 19, а в 2023 году — до 2,4, сделав Сальвадор одним из самых безопасных государств в мире). Впервые за десятилетия в Сальвадоре была обеспечена безопасность на улицах, что стало одной из главных причин роста популярности президента с рейтингом до 90%. 
Правозащитники отмечают неразборчивость полиции в задержании преступников: в тюрьмы попадают люди, имеющие бандитские татуировки, включая подростков. По данным правозащитных организаций, на 2023 год в тюрьмах оказалось около 2% населения страны. В 2022 году (за рекордные 7 месяцев) была построена тюрьма под названием CECOT (Centro de Confinamiento del Terrorismo), рассчитанная на содержание более 40 тысяч преступников, самая большая в Латинской Америке.

## Семья
- Жена — Габриэла Родригес де Букеле (с декабря 2014 года)[29].
- Братья — Карим Альберто, Юсеф Али и Ибрагим Антонио[30]

## Галерея

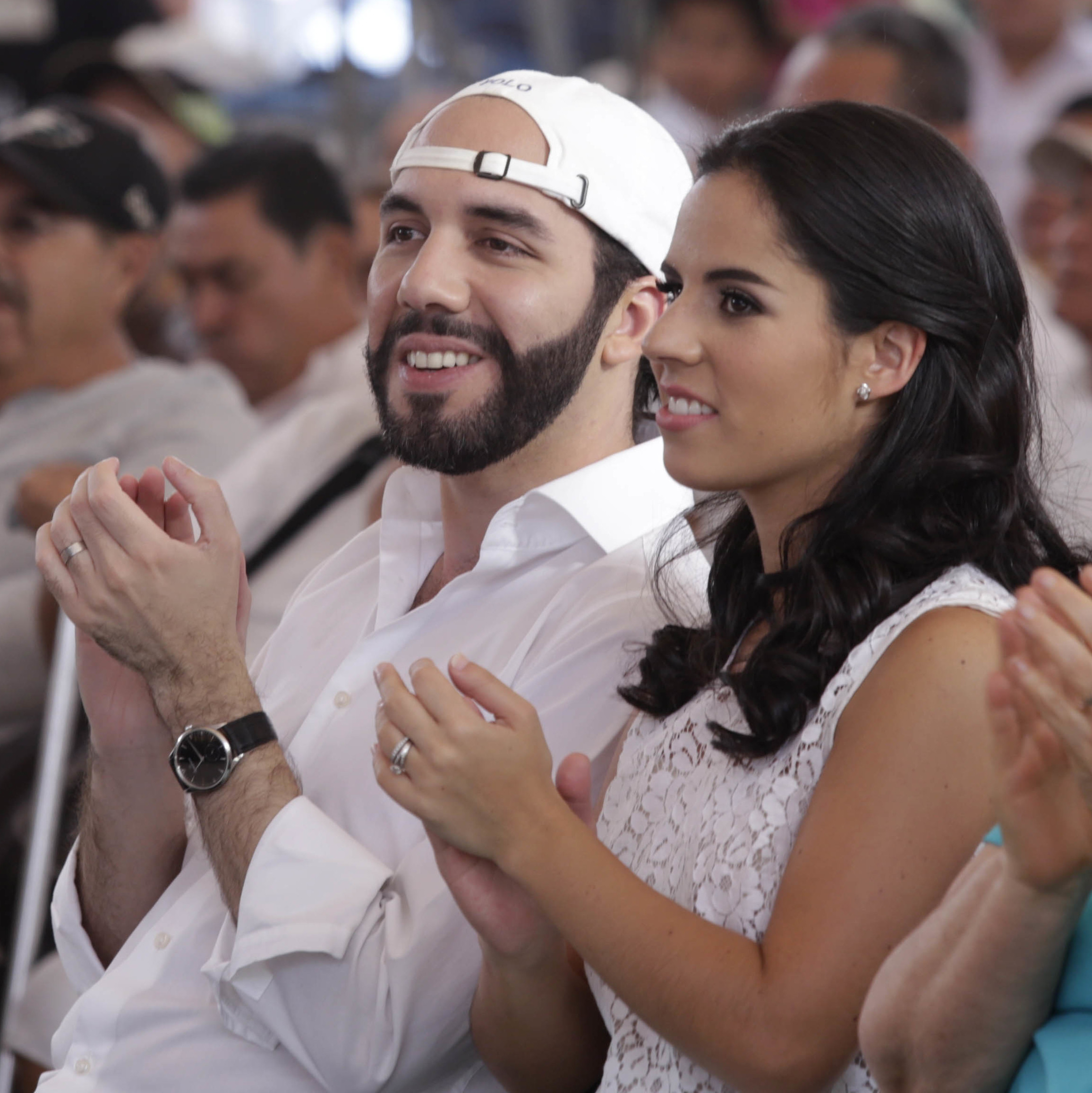
С женой Габриэлой Родригес (2014)
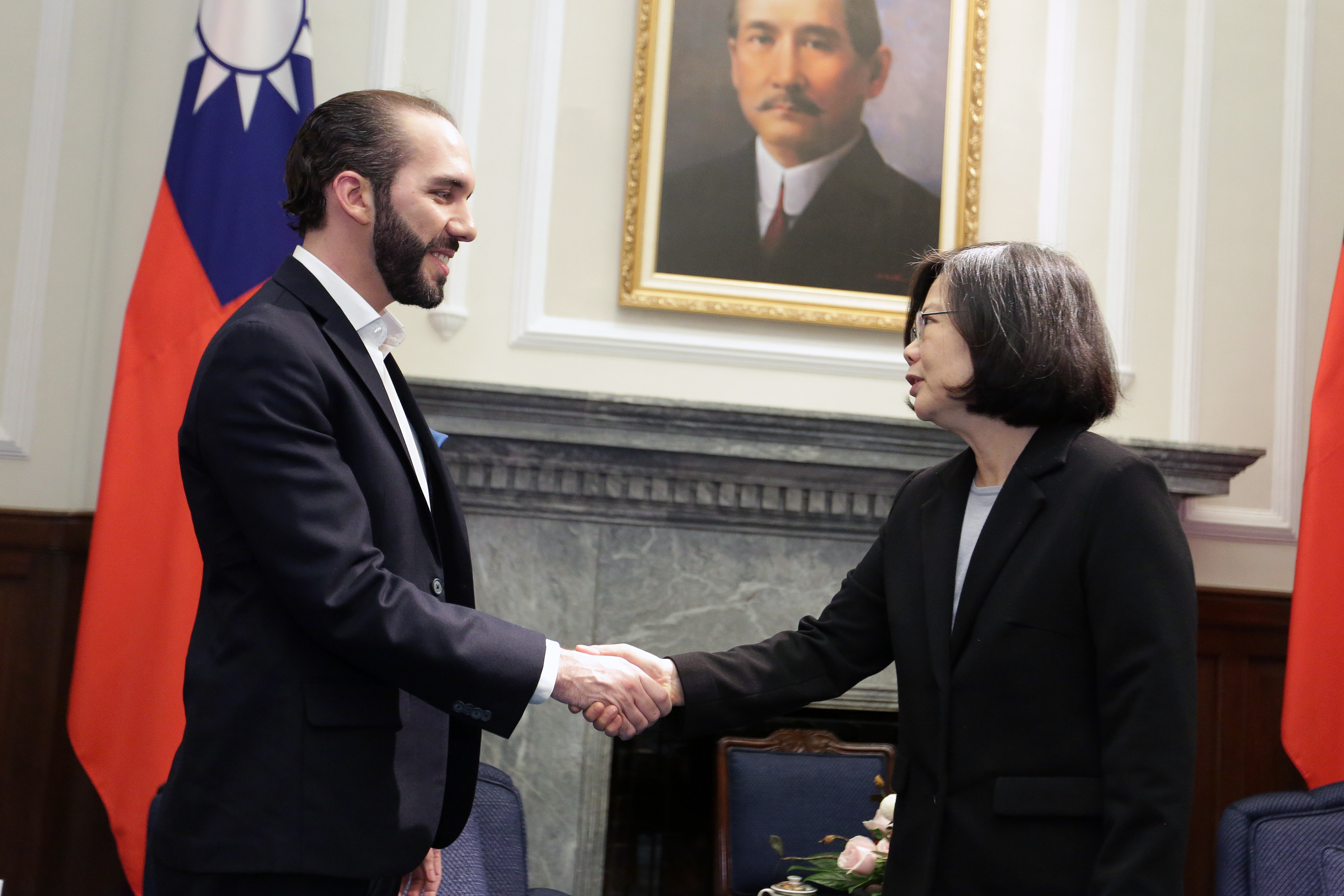
С президентом Тайваня Цай Инвэнь (2017)
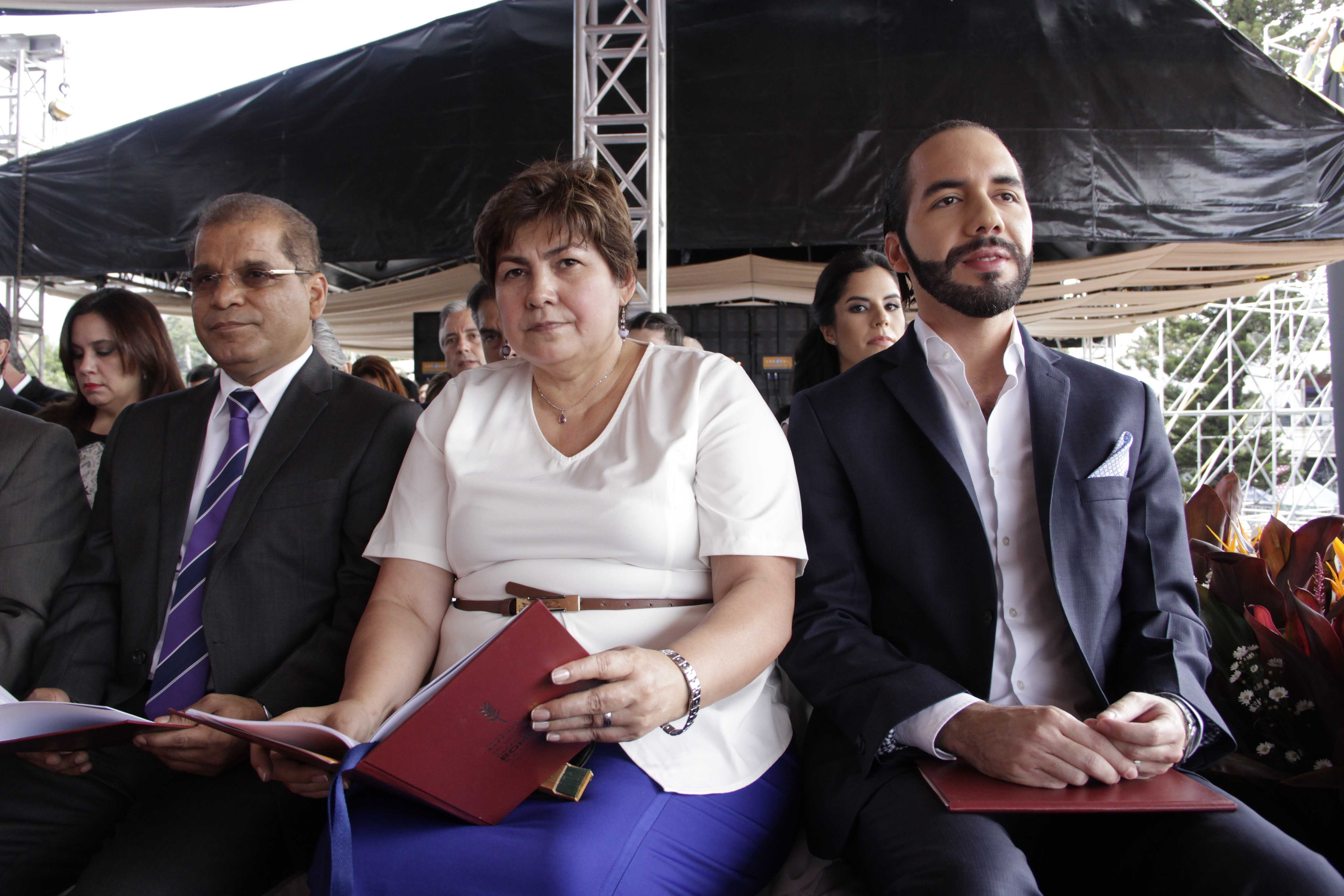
Букеле и вице-президент Оскар Ортис с супругой на обряде беатификации Оскара Арнульфо Ромеро.
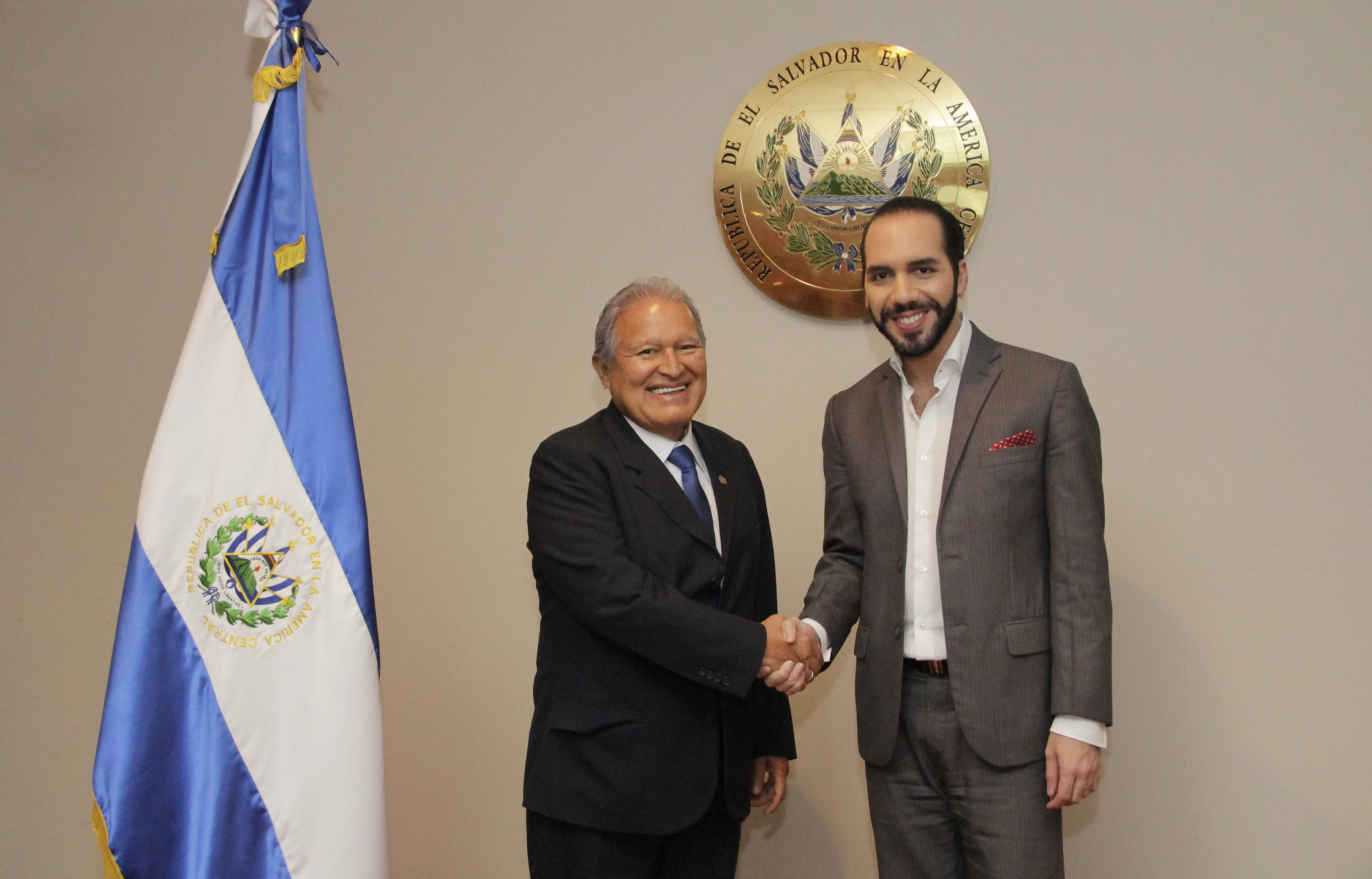
Встреча президент Сальвадор Санчес и Букеле, мэра Сан-Сальвадора
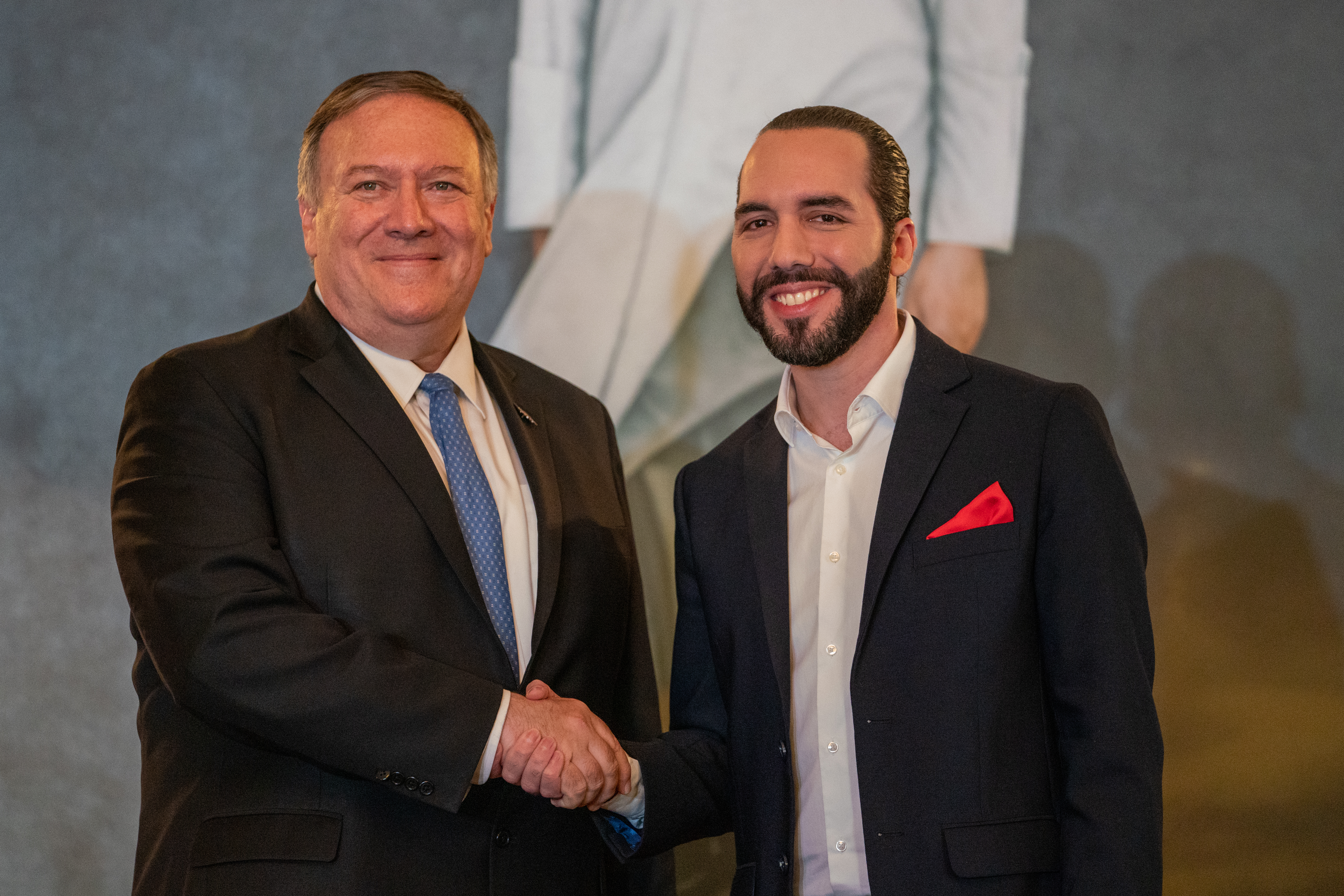
На пресс-конференции с госсекретарём Майком Помпео